# 鄭合輝家族
鄭合輝為香港潮州城酒樓及環科國際集團有限公司(0657.HK)創辦人。

## 家族簡介
母亲为李氏名牡丹，外祖母名鄭赛珠住香港，鄭合輝幼年是经過外祖母鄭赛珠申请到港居住，鄭合輝在家排第四,另名桂高，祖籍廣東潮阳仙城榕堂村2片，第三的兄长现住在香港政府公屋，第五弟在乡下種田，

## 興起歷程
他自己创業在尖沙咀東海商業中心創立潮州城酒樓，主要是正宗潮州菜膳食，並把潮州城集團（環科國際前身）在1992年於香港交易所主板上市。兄弟都在在家乡种田过苦日子，

## 家族成員，大哥鄭合音，三哥鄭合南，鄭合輝排名第四，五弟鄭淑辉 。
- 鄭合輝 = 鄭郭君玉
  - 鄭白明
  - 鄭白敏
  - 鄭冠鴻
  - 鄭長偉